# Kazimierz Gęba
Kazimierz Gęba (ur. 1933 w Rudniku n. Sanem) – polski matematyk specjalizujący się w topologii, w szczególności w topologii algebraicznej i jej zastosowaniach w analizie nieliniowej, profesor zwyczajny nauk matematycznych.

## Życiorys
Urodził się w rodzinie Wacława i Mieczysławy, którzy byli nauczycielami w Trawnikach. Przez 5 lat uczęszczał do gimnazjum i liceum im. Hetmana Jana Zamoyskiego w Lublinie. Maturę zdał w Gorzowie Wielkopolskim. W latach 1951–1955 studiował matematykę na Uniwersytecie im. Adama Mickiewicza w Poznaniu. Po studiach przez dwa lata pracował w Katedrze Matematyki Politechniki Szczecińskiej, a od 1957 w Katedrze Matematyki Uniwersytetu Mikołaja Kopernika w Toruniu. W 1959 obronił pracę doktorską Metody topologii algebraicznej w teorii pól zwartych w przestrzeniach Banacha napisaną pod kierunkiem Andrzeja Granasa. Był stypendystą w Institute for Advanced Study w Princeton, USA (1965–1966). Habilitował się (1968) w Instytucie Matematycznym Polskiej Akademii Nauk. Od roku 1968 był docentem w Wyższej Szkole Pedagogicznej w Gdańsku, przekształconej (1970) w Uniwersytet Gdański. W 1974 dostał tytuł naukowy profesora nadzwyczajnego, a następnie tytuł profesora zwyczajnego. W latach 1971–1987 był dyrektorem Instytutu Matematyki UG, a w latach 1990–1993 dziekanem Wydziału Matematyki i Fizyki UG. W latach 1993–1997 pracował (urlopowany z UG) w Instytucie Matematycznym PAN. W 1998 został profesorem na Wydziale Fizyki Technicznej i Matematyki Stosowanej Politechniki Gdańskiej.
Rozwijał topologię algebraiczną i stosował jej metody do analizy nieliniowej i teorii bifurkacji. Badał indeks Leray-Schaudera. Wraz z Andrzejem Granasem zbudował nieskończenie wymiarową teorię kohomologii i kohomotopii. Był opiekunem ponad 50 prac magisterskich oraz wypromował dwunastu doktorów, w tym Lecha Górniewicza, Wacława Marzantowicza i Marka Izydorka.

## Odznaczenia i wyróżnienia
- Nagroda Polskiego Towarzystwa Matematycznego im. Stefana Mazurkiewicza (1968)[7]
- Nagroda Specjalna Roku Nauki Polskiej (1973)[8]
- Krzyż Kawalerski Orderu Odrodzenia Polski[8]
- Nagroda Naukowa Miasta Gdańska im. Jana Heweliusza (1989)[9]